# Havre Inutile
Ne doit pas être confondu avec Baie Inútil ou Useless Loop.
Pour les articles homonymes, voir Havre.
Appelé Useless Inlet ou parfois Useless Harbour en anglais, le havre Inutile est une baie australienne située à l'intérieur du golfe de l'océan Indien que l'on appelle baie Shark. Formée par deux petites péninsules parallèles pointant vers le nord, Bellefin Prong et Heirisson Prong, elle commence à partir du cap Bellefin au nord-ouest et du cap Heirisson au nord-est. Au sud, elle s'enfonce à l'intérieur des terres formées par une vaste langue de terre à laquelle toutes ces entités géographiques se rattachent, la péninsule Carrarang, qui ferme le sud-ouest du golfe.

## Histoire

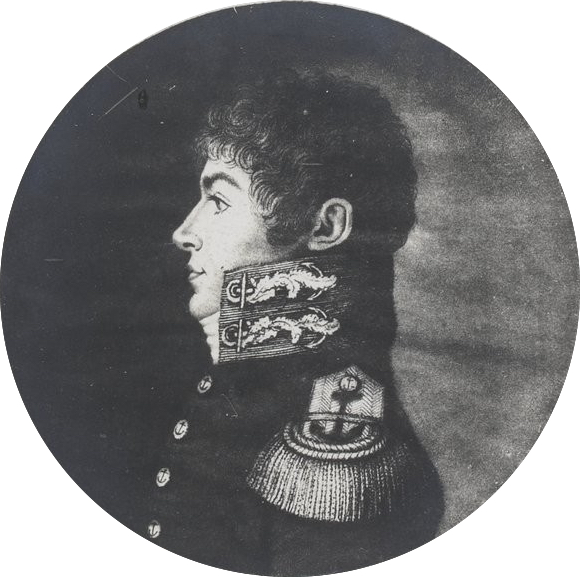
Portrait de Louis Claude de Saulces de Freycinet, enseigne de vaisseau français qui a nommé le havre Inutile.

Si la baie Shark a été découverte par les Hollandais dès le XVIIe siècle, il faut attendre le début du XIXe siècle pour qu'elle soit précisément cartographiée et ses points remarquables désignés par un toponyme : les navires de l'expédition Baudin n'arrivent dans la région qu'au milieu de l'année 1801, et seul le Naturaliste procède alors à une reconnaissance aboutie de l'intérieur du golfe, où se trouve donc le havre Inutile.
D'après le chapitre X du Voyage de découvertes aux terres australes publié par François Péron en 1807, cette baie a été découverte et nommée par l'enseigne de vaisseau et auteur dudit chapitre Louis Claude de Saulces de Freycinet pendant une excursion de plusieurs jours qu'il fit à bord d'une petite embarcation partie du navire commandé par Jacques Félix Emmanuel Hamelin le 2 août 1801. Il la découvre le 8 août après y être arrivé par l'est, et donc en doublant le cap Heirisson.
S'il le trouve « fort beau », il lui attribue néanmoins un nom peu flatteur parce qu'un banc de sable situé à son entrée n'est couvert que de 97 centimètres d'eau et empêche donc les navires d'y mouiller. Ainsi, d'après la formule de l'explorateur, il « sera toujours inutile aux bâtimens ».

## Description
D'après les indications apportées par Louis Claude de Saulces de Freycinet dans le tome du Voyage de découvertes aux terres australes qu'il fait paraître en 1815 pour traiter de la navigation et des relevés géographiques faits pendant l'expédition, la largeur du havre Inutile par son travers « peut être de deux lieues environ ». Dans les faits, cette distance varie beaucoup et va en se réduisant à mesure que l'on s'enfonce dans la baie vers le sud. L'explorateur le remarque, d'ailleurs, puisqu'il écrit que « bientôt elle diminue assez rapidement en avançant vers le fond et elle n'est plus que la moitié de cet intervalle ».
Le Français note par ailleurs que « sa longueur est de près de sept lieues » en précisant que « l'extrémité méridionale se termine par un bassin fort agréable, fermé par deux pointes saillantes qui ne laissent entre elles qu'un espace d'un demi-mille ». Pour le reste, il signale que « les terres environnantes, basses et sablonneuses, ne présentent qu'une végétation languissante qui porte par-tout l'empreinte de l'aridité la plus affreuse ». Ainsi, « les dunes n'ont pas au-delà de 20 pieds d'élévation », et l'on trouve des marécages derrière quelques-unes.